# 佐々木政行
佐々木 政行（ささき まさゆき、1841年（天保11年5月） - 1900年（明治33年）1月2日）は、日本の政治家、衆議院議員（1期）。

## 経歴
大阪府出身。農業を営み、区長、学区取締、住吉郡書記、郡長代理、大阪府会議員、同常置委員、所得税調査委員となる。
1890年の第1回衆議院議員総選挙において大阪4区から自由党公認で立候補して当選する。1892年の第2回衆議院議員総選挙には出馬しなかった。1900年に死去。